# Státní symboly Somálska
Státní symboly Somálska zahrnují:
- Somálskou vlajku
- Státní znak Somálska
- Somálskou hymnu

## Státní symboly

### Somálská vlajka
Kombinuje barvy vlajky Organizace spojených národů tak, že má uprostřed modrého pole velkou bílou pěticípou hvězdu. Modrá barva připomíná africkou jasnou oblohu, bílá hvězda africkou svobodu; pět cípů hvězdy reprezentuje pět oblastí, ve kterých žili Somálci v době vzniku vlajky. Jako státní vlajka se používá od roku 1960.

### Státní znak Somálska
Obsahuje dva leopardy držící erb se somálskou vlajkou. Byl přijat v roce 1956.

### Somálská hymna
Somálská hymna je skladba Soomaaliyeey toosoo (česky Somálci, probuďte se. Složil ji Ali Mire Awale v červenci 1947. V roce 2001 nahradila předchozí hymnu.

Somálská vlajka
Státní znak Somálska